# Inowo
Inowo (biał. Інава; ros. Иново) – wieś na Białorusi, w obwodzie witebskim, w rejonie brasławskim, w sielsowiecie Ciecierki.

## Historia
W czasach zaborów dobra w gminie Jody, w powiecie dzisieńskim, w guberni wileńskiej Imperium Rosyjskiego. Pod koniec XIX wieku należała Ignacego Rudominy
W latach 1921–1945 kolonia i folwark leżały w Polsce, w województwie wileńskim, w powiecie dziśnieńskim (od 1926 w powiecie brasławskim), w gminie Jody.
Według Powszechnego Spisu Ludności z 1921 roku zamieszkiwały:
- kolonia – 102 osoby, 99 było wyznania rzymskokatolickiego a 3 prawosławnego. Jednocześnie 20 mieszkańców zadeklarowało polską a 82 białoruską przynależność narodową. Było tu 20 budynków mieszkalnych[2]. W 1931 w 22 domach zamieszkiwało 86 osób[3].
- folwark – 24 osoby, 99 było wyznania rzymskokatolickiego a 3 prawosławnego. Jednocześnie 20 mieszkańców zadeklarowało polską a 82 białoruską przynależność narodową. Były tu 3 budyni mieszkalne[2]. W 1931 w 2 domach zamieszkiwało 15 osób[3].

Wierni należeli do parafii rzymskokatolickiej i prawosławnej w Ikaźni. Miejscowość podlegała pod Sąd Grodzki w Brasławiu i Okręgowy w Wilnie; właściwy urząd pocztowy mieścił się w Jodach.
W wyniku napaści ZSRR na Polskę we wrześniu 1939 miejscowość znalazła się pod okupacją sowiecką. 2 listopada została włączona do Białoruskiej SRR. Od czerwca 1941 roku pod okupacją niemiecką. W 1944 miejscowość została ponownie zajęta przez wojska sowieckie i włączona do Białoruskiej SRR.
Od 1991 w składzie niepodległej Białorusi.